# Herschel (krater på Mimas)
För andra betydelser, se Herschel.
Herschel är en enorm nedslagskrater på Saturnus måne Mimas. Den är uppkallad efter astronomen Sir William Herschel, som upptäckte Mimas 1789.
Kratern är så stor att det är överraskande att inte Mimas sprängdes av nedslaget som orsakade den. Den är 130 kilometer bred, vilket är nästan 1/3 av månens diameter; kraterväggarna är ungefär 5 km höga, delar av dess golv är 10 km djupa, och centralberget reser sig 6 km. Om en krater i liknande skala funnes på jorden, skulle den mäta 4 000 km i diameter, bredare än Kanada. Nedslaget som skapade Herschel måste nästan ha totalförstört Mimas; sprickor kan skönjas på motsatta sidan av månen som kan vara resultatet av tryckvågor som spridit sig från nedslaget. 
En viss likhet mellan Mimas utseende och Dödsstjärnan i Stjärnornas Krig har ofta påpekats, även om detta är en slump: kratern upptäcktes inte förrän flera år efter att filmen gjordes.